# Ядерний шантаж
Ядерний шантаж — ядерна стратегія, в якій держава шляхом залякування і погрози застосування ядерної зброї намагається домогтися від противника певних дій на свою користь.
Цей політичний спосіб застосування ядерної зброї є найбільш ефективним, проте дієвим виключно стосовно неядерних держав. У разі застосування стратегії ядерного шантажу щодо ядерної держави неминуче підвищується ризик ескалації конфлікту і початку ядерної війни. Малоефективний також шантаж щодо неядерних держав, пов'язаних з ядерною державою військовим союзом.
Найвідомішим історичним прикладом ядерного шантажу є загроза Великої Британії, пізніше підтримана США, застосувати ядерну зброю проти Китаю у разі спроби останнього силою опанувати Гонконгом[джерело?]. Також пряма загроза прозвучала з вуст президента РФ В. В. Путіна на адресу України як відповідь на переговори українського керівництва про розміщення на своїй території елементів американської системи ПРО.